# Campeonato Sul-Americano de Atletismo de 2019
A 51ª edição do Campeonato Sul-Americano de Atletismo foi o evento esportivo organizado pela CONSUDATLE na Villa Deportiva Nacional, em Lima, no Peru, no período de 24 a 26 de maio de 2019. Foram disputadas 44 provas com a presença de 325 atletas de 13 nacionalidades, com destaque para o Brasil que obteve 44 medalhas na classificação final. 

## Medalhistas

### Masculino
| Evento                      | Ouro                                                                       | Ouro      | Prata                                                                                 | Prata     | Bronze                                                                           | Bronze    |
| --------------------------- | -------------------------------------------------------------------------- | --------- | ------------------------------------------------------------------------------------- | --------- | -------------------------------------------------------------------------------- | --------- |
| 100 metros                  | Rodrigo do Nascimento (BRA)                                                | 10.28     | Felipe Bardi dos Santos (BRA)                                                         | 10.43     | Diego Palomeque (COL)                                                            | 10.47     |
| 200 metros                  | Bernardo Baloyes (COL)                                                     | 20.42     | Rodrigo do Nascimento (BRA)                                                           | 20.63     | Christopher Ortiz (PAR)                                                          | 20.98     |
| 400 metros                  | Anthony Zambrano (COL)                                                     | 45.53     | Lucas Carvalho (BRA)                                                                  | 46.12     | Anderson Henriques (BRA)                                                         | 46.15     |
| 800 metros                  | Lucirio Antonio Garrido (VEN)                                              | 1:46.27   | Jelssin Robledo (COL)                                                                 | 1:47.31   | Marco Antonio Vilca (PER)                                                        | 1:48.06   |
| 1 500 metros                | Lucirio Antonio Garrido (VEN)                                              | 3:55.04   | Javier Lacamoire (ARG)                                                                | 3:55.15   | Carlos de Oliveira Santos (BRA)                                                  | 3:55.18   |
| 5 000 metros                | Altobeli da Silva (BRA)                                                    | 13:50.08  | José Luis Rojas (PER)                                                                 | 13:53.11  | Gerard Giraldo (COL)                                                             | 13:54.51  |
| 10 000 metros               | Bayron Piedra (ECU)                                                        | 28:48.13  | José Mauricio González (COL)                                                          | 28:48.60  | Vidal Basco (BOL)                                                                | 28:52.32  |
| 20 km marcha atlética       | Jhon Castañeda (COL)                                                       | 1:22:33.4 | David Hurtado (ECU)                                                                   | 1:23:39.7 | Luis Campos (PER)                                                                | 1:24:17.5 |
| 110 metros barreiras        | Gabriel Constantino (BRA)                                                  | 13.54     | Yojan Chaverra (COL)                                                                  | 13.66     | Eduardo Rodrigues de Deus (BRA)                                                  | 13.68     |
| 400 metros barreiras        | Alison dos Santos (BRA)                                                    | 49.88     | Alfredo Sepúlveda (CHI)                                                               | 50.03     | Guillermo Ruggeri (ARG)                                                          | 50.20     |
| 3.000 metros com obstáculos | Carlos Sanmartín (COL)                                                     | 8:36.37   | Altobeli da Silva (BRA)                                                               | 8:38.43   | Gerard Giraldo (COL)                                                             | 8:41.48   |
| 4×100 metros estafetas      | Venezuela · Alberto Aguilar · Abdel Kalil · Alexis Nieves · Rafael Vázquez | 39.56     | Brasil · Erik Cardoso · Gabriel Constantino · Rodrigo do Nascimento · Eduardo de Deus | 39.91     | Colômbia · Jhonny Rentería · Diego Palomeque · Yilmar Herrera · Bernardo Baloyes | 39.94     |
| 4×400 metros estafetas      | Colômbia · Jhon Solís · Diego Palomeque · Kevyn Mina · Anthony Zambrano    | 3:04.04   | Brasil · Lucas Carvalho · Alison dos Santos · Mahau Suguimati · Anderson Henriques    | 3:04.13   | Chile · Enzo Faulbaum · Rafael Muñoz · Alejandro Peirano · Alfredo Sepúlveda     | 3:11.84   |
| Salto em altura             | Alexander Bowen (PAN)                                                      | 2.21      | Fernando Ferreira (BRA)                                                               | 2.21      | Eure Yáñez (VEN)                                                                 | 2.18      |
| Salto com vara              | Augusto Dutra de Oliveira (BRA)                                            | 5.61      | Thiago Braz da Silva (BRA)                                                            | 5.41      | Germán Chiaraviglio (ARG)                                                        | 5.21      |
| Salto em comprimento        | Emiliano Lasa (URU)                                                        | 7.76      | Paulo Sérgio Oliveira (BRA)                                                           | 7.71      | Raúl Mena (COL)                                                                  | 7.66      |
| Salto triplo                | Maximiliano Díaz (ARG)                                                     | 16.23     | Kauam Bento (BRA)                                                                     | 16.18     | Miguel van Assen (SUR)                                                           | 16.11     |
| Arremesso de peso           | Darlan Romani (BRA)                                                        | 21.00     | Willian Dourado (BRA)                                                                 | 19.09     | Germán Lauro (ARG)                                                               | 18.97     |
| Lançamento de disco         | Mauricio Ortega (COL)                                                      | 58.89     | Douglas dos Reis (BRA)                                                                | 56.43     | Claudio Romero (CHI)                                                             | 54.31     |
| Lançamento do martelo       | Gabriel Kehr (CHI)                                                         | 75.27     | Humberto Mansilla (CHI)                                                               | 73.00     | Allan Wolski (BRA)                                                               | 72.51     |
| Lançamento do dardo         | Jaime Dayron Márquez (COL)                                                 | 78.00     | Francisco Muse (CHI)                                                                  | 75.97     | Arley Ibargüen (COL)                                                             | 75.83     |
| Decatlo                     | Georny Jaramillo (VEN)                                                     | 7784      | Gerson Izaguirre (VEN)                                                                | 7302      | Sergio Pandiani (ARG)                                                            | 7226      |

### Feminino
| Evento                      | Ouro                                                                         | Ouro        | Prata                                                                              | Prata     | Bronze                                                                                      | Bronze    |
| --------------------------- | ---------------------------------------------------------------------------- | ----------- | ---------------------------------------------------------------------------------- | --------- | ------------------------------------------------------------------------------------------- | --------- |
| 100 metros                  | Vitória Cristina Rosa (BRA)                                                  | 11.24       | Andrea Purica (VEN)                                                                | 11.32     | Gabriela Suárez (ECU)                                                                       | 11.67     |
| 200 metros                  | Vitória Cristina Rosa (BRA)                                                  | 22.90       | Andrea Purica (VEN)                                                                | 23.37     | Gabriela Suárez (ECU)                                                                       | 23.65     |
| 400 metros                  | Tiffani Marinho (BRA)                                                        | 52.81       | Lina Licona (COL)                                                                  | 53.18     | Noelia Martínez (ARG)                                                                       | 53.47     |
| 800 metros                  | Déborah Rodríguez (URU)                                                      | 2:02.68     | Andrea Calderón (ECU)                                                              | 2:05.49   | Johana Arrieta (COL)                                                                        | 2:05.91   |
| 1 500 metros                | María Pía Fernández (URU)                                                    | 4:27.44     | Mariana Borelli (ARG)                                                              | 4:27.83   | July da Silva (BRA)                                                                         | 4:27.93   |
| 5 000 metros                | Florencia Borelli (ARG)                                                      | 15:42.60    | Carolina Tabares (COL)                                                             | 15:46.04  | Luz Mery Rojas (PER)                                                                        | 15:46.27  |
| 10 000 metros               | Carolina Tabares (COL)                                                       | 33:36.77    | Tatiele de Carvalho (BRA)                                                          | 33:40.76  | Muriel Coneo (COL)                                                                          | 33:43.00  |
| 20 km marcha atlética       | Karla Jaramillo (ECU)                                                        | 1:30:52.0 , | Ángela Castro (BOL)                                                                | 1:32:35.9 | Leyde Guerra (PER)                                                                          | 1:33:40.0 |
| 100 metros barreiras        | Génesis Romero (VEN)                                                         | 13.29       | Eliecith Palacios (COL)                                                            | 13.49     | Adelly Santos (BRA)                                                                         | 13.64     |
| 400 metros barreiras        | Melissa González (COL)                                                       | 55.73       | Gianna Woodruff (PAN)                                                              | 56.76     | Fiorella Chiappe (ARG)                                                                      | 57.03     |
| 3.000 metros com obstáculos | Tatiane Raquel da Silva (BRA)                                                | 9:45.52     | Belén Casetta (ARG)                                                                | 10:04.54  | Simone Ferraz (BRA)                                                                         | 10:05.88  |
| 4×100 metros estafetas      | Brasil · Anny de Bassi · Ana Azevedo · Bruna Farias · Andressa Fidelis       | 44.70       | Colômbia · Melissa González · Jennifer Padilla · Eliana Chávez · Eliecith Palacios | 44.97     | Argentina · Florencia Lamboglia · Noelia Martínez · María Sánchez · María Victoria Woodward | 45.65     |
| 4×400 metros estafetas      | Colômbia · Lina Licona · Melissa González · Eliana Chávez · Jennifer Padilla | 3:32.81     | Brasil · Ana Azevedo · Marlene Santos · Alessandra Silva · Tiffani Marinho         | 3:35.29   | Argentina · María Ayelén Diogo · Fiorella Chiappe · Valeria Baron · Noelia Martínez         | 3:36.76   |
| Salto em altura             | María Fernanda Murillo (COL)                                                 | 1.90        | Valdileia Martins (BRA)                                                            | 1.80      | Eloisa Páez (ARG) · Monique Varmeling (BRA)                                                 | 1.75      |
| Salto com vara              | Robeilys Peinado (VEN)                                                       | 4.56        | Katherin Castillo (COL)                                                            | 4.11      | Juliana Campos (BRA)                                                                        | 3.91      |
| Salto em comprimento        | Eliane Martins (BRA)                                                         | 6.71        | Keila Costa (BRA)                                                                  | 6.38      | Macarena Reyes (CHI)                                                                        | 6.36      |
| Salto triplo                | Yosiris Urrutia (COL)                                                        | 13.85       | Liuba Zaldivar (ECU)                                                               | 13.45     | Gabriele dos Santos (BRA)                                                                   | 13.30     |
| Arremesso de peso           | Ahymara Espinoza (VEN)                                                       | 17.44       | Geisa Arcanjo (BRA)                                                                | 17.16     | Ángela Rivas (COL)                                                                          | 17.10     |
| Lançamento de disco         | Andressa de Morais (BRA)                                                     | 62.42       | Fernanda Martins (BRA)                                                             | 60.87     | Ailen Armada (ARG)                                                                          | 56.55     |
| Lançamento do martelo       | Mariana Marcelino (BRA)                                                      | 66.78       | Rosa Rodriguez (VEN)                                                               | 66.45     | Jennifer Dahlgren (ARG)                                                                     | 65.06     |
| Lançamento do dardo         | Laila Domingos (BRA)                                                         | 57.79       | María Lucelly Murillo (COL)                                                        | 57.24     | Flor Ruiz (COL)                                                                             | 56.07     |
| Heptatlo                    | Luisarys Toledo (VEN)                                                        | 5989 ,      | Vanessa Chefer (BRA)                                                               | 5823      | Martha Araújo (COL)                                                                         | 5708      |

## Quadro de medalhas
| Ordem | País      | Medalha de ouro | Medalha de prata | Medalha de bronze | Total |
| ----- | --------- | --------------- | ---------------- | ----------------- | ----- |
| 1     | Brasil    | 15              | 19               | 10                | 44    |
| 2     | Colômbia  | 12              | 9                | 11                | 32    |
| 3     | Venezuela | 8               | 4                | 1                 | 13    |
| 4     | Uruguai   | 3               | 0                | 0                 | 3     |
| 5     | Argentina | 2               | 3                | 11                | 16    |
| 6     | Equador   | 2               | 3                | 2                 | 7     |
| 7     | Chile     | 1               | 3                | 3                 | 7     |
| 8     | Panamá    | 1               | 1                | 0                 | 2     |
| 9     | Peru      | 0               | 1                | 4                 | 5     |
| 10    | Bolívia   | 0               | 1                | 1                 | 2     |
| 11    | Paraguai  | 0               | 0                | 1                 | 1     |
| 11    | Suriname  | 0               | 0                | 1                 | 1     |
|       | TOTAL     | 44              | 44               | 44                | 132   |

## Tabela de pontos
O Brasil ficou em primeiro lugar com 378 pontos. 
| Posição | Nacionalidade | Total | Masculino | Feminino |
| ------- | ------------- | ----- | --------- | -------- |
| 1       | Brasil        | 378   | 180       | 198      |
| 2       | Colômbia      | 288   | 146       | 142      |
| 3       | Venezuela     | 153   | 80        | 73       |
| 4       | Argentina     | 120   | 50        | 70       |
| 5       | Peru          | 82    | 38        | 44       |
| 6       | Chile         | 78    | 53        | 25       |
| 7       | Equador       | 75    | 32        | 43       |
| 8       | Uruguai       | 37    | 16        | 21       |
| 9       | Panamá        | 26    | 10        | 16       |
| 10      | Bolívia       | 16.5  | 7         | 9.5      |
| 11      | Paraguai      | 13    | 6         | 7        |
| 12      | Guiana        | 12    | 12        | 0        |
| 13      | Suriname      | 4     | 4         | 0        |

## Participantes
Todas as 13 federações membros da CONSUDATLE participaram do campeonato.
| - Argentina (36) - Bolívia (25) - Brasil (57) - Chile (29) - Colômbia (48) | - Equador (31) - Guiana (6) - Panamá (11) - Paraguai (10) - Peru (45) | - Suriname (2) - Uruguai (8) - Venezuela (17) |

Legenda
| Recorde mundial       | Recorde mundial (World record)               |                       | Recorde africano                      | Recorde africano (African) |                                           | Q | Classificado por posição (Qualified) |
| Recorde do campeonato | Recorde do campeonato (Championship record)  | Recorde da América    | Recorde da América (Americas)         | q                          | Classificado por melhor tempo (Qualified) |   |                                      |
| Melhor marca do ano   | Melhor marca do ano (World leading)          | Recorde asiático      | Recorde asiático (Asian)              | DNS                        | Não largou (Did not start)                |   |                                      |
| Recorde nacional      | Recorde nacional (National record)           | Recorde europeu       | Recorde europeu (European)            | DNF                        | Não terminou (Did not finish)             |   |                                      |
| Recorde pessoal       | Recorde pessoal do atleta (Personal best)    | Recorde da Oceania    | Recorde da Oceania (Oceania)          | DSQ / DQ                   | Desclassificado (Disqualified)            |   |                                      |
| Recorde da temporada  | Recorde da temporada do atleta (Season best) | Recorde sul-americano | Recorde sul-americano (South America) | NM                         | Sem marca (No mark)                       |   |                                      |